# فرودگاه کستر
فرودگاه کستر (به انگلیسی: Castor Airport) یک فرودگاه همگانی است که یک باند فرود آسفالت دارد و طول باند آن ۹۱۴ متر است. این فرودگاه در کشور کانادا قرار دارد و در ارتفاع ۸۲۴ متری از سطح دریا واقع شده‌است.